# 秀ノ花宗市
秀ノ花 宗市（ひでのはな そういち、1929年5月3日 - 没年不明）は、出羽海部屋に所属した元大相撲力士。本名は小門 宗一（こかど そういち）。現在の石川県輪島市出身。175cm、90kg。最高位は東十両6枚目。得意技は左四つ、寄り。

## 経歴
1950年1月場所に初土俵、1953年5月場所に十両昇進。十両を12場所務め、好成績を挙げることもあったが、膝などの負傷が多く、1956年9月場所に27歳で廃業した。肩幅が広く首も太い堅固な体格をしており、左四つからの攻めは強かったが、押し相撲でも強かった。

## 主な成績
- 通算成績：166勝132敗44休 勝率.557
- 十両成績：77勝73敗30休 勝率.513
- 現役在位：25場所
- 十両在位：12場所
- 各段優勝
  - 序二段優勝：1回（1950年5月場所）

### 場所別成績
| 1950年 （昭和25年） | 新序 3–0           | x                        | 東序二段13枚目 優勝 13–2 | 東三段目25枚目 10–5     |
| 1951年 （昭和26年） | 東三段目7枚目 7–8  | x                        | 東三段目8枚目 10–5       | 東幕下26枚目 8–7        |
| 1952年 （昭和27年） | 西幕下19枚目 6–7–2 | x                        | 西幕下21枚目 11–4        | 西幕下3枚目 4–7–4       |
| 1953年 （昭和28年） | 西幕下9枚目 9–6    | 東幕下2枚目 5–3          | 東十両19枚目 8–7         | 東十両16枚目 8–7        |
| 1954年 （昭和29年） | 東十両15枚目 5–10  | 西十両18枚目 10–5        | 東十両12枚目 8–7         | 西十両12枚目 11–4       |
| 1955年 （昭和30年） | 東十両6枚目 7–8    | 東十両7枚目 8–7          | 東十両6枚目 休場 0–0–15  | 東十両16枚目 6–9        |
| 1956年 （昭和31年） | 西十両18枚目 6–9   | 東十両21枚目 休場 0–0–15 | 西幕下6枚目 3–5          | 西幕下12枚目 引退 0–0–8 |
| 各欄の数字は、「勝ち-負け-休場」を示す。 優勝 引退 休場 十両 幕下 三賞：敢=敢闘賞、殊=殊勲賞、技=技能賞 その他：★=金星 番付階級：幕内 - 十両 - 幕下 - 三段目 - 序二段 - 序ノ口 幕内序列：横綱 - 大関 - 関脇 - 小結 - 前頭（「#数字」は各位内の序列） |                    |                          |                          |                         |

## 改名歴
- 常門 宗市（つねかど そういち）1950年1月場所 - 1953年5月場所
- 秀ノ花 宗市（ひでのはな そういち）1953年9月場所 - 1956年1月場所
- 常門 兵三郎（つねかど ひょうざぶろう）1956年3月場所 - 1956年9月場所